# De stikstoffuik
De stikstoffuik is een boek uit 2023 van de Nederlandse wetenschapsjournalist Arnout Jaspers. Hij beweert in het boek dat Nederland na een uitspraak van de Raad van State in 2019 in een stikstofcrisis belandde die uniek is in de wereld.

## Achtergrond
Jaspers stelt dat Nederland de stikstofcrisis zelf heeft gecreëerd. In vrijwel geen enkel ander Europees land – met uitzondering van Vlaanderen – vormt stikstof een politiek probleem, hoewel sommige delen van Duitsland en Italië een hogere stikstofuitstoot kennen. De Europese Unie schrijft de lidstaten voor om te streven naar 'een goede staat van instandhouding' van hun Natura 2000-gebieden. De invulling hiervan wordt grotendeels aan de lidstaten zelf overgelaten. Nederland richt zich hierbij met name op stikstof, terwijl veel landen niet eens stikstof rapporteren aan de EU. Jaspers bekritiseert ook de strikte grenswaarde van 0,07 gram stikstof per hectare per bedrijf per jaar in de omgeving van kwetsbare natuur, die met één vogelpoepje al overschreden kan worden. Duitsland (300 gram stikstof per hectare per jaar) en Denemarken (700 gram stikstof per hectare per jaar) hanteren grenswaarden die aanzienlijk hoger liggen.
Het boek zorgde voor veel discussie en stimuleerde het debat over de zin en noodzaak van de stikstofmaatregelen. Gedurende enkele weken in april en mei 2023 was het boek het bestverkochte boek van Nederland.

## Kritiek
Collega-wetenschapsjournalist Marcel aan de Brugh is kritisch over het boek. In een recensie in NRC, van 20 april 2023, schrijft hij dat Jaspers "ter ondersteuning feiten selecteert die in zijn beeld passen en halve waarheden verkondigt. Hij legt de werkelijke problematiek slecht uit, en maakt niet goed duidelijk wat voortkomt uit politiek, rechtspraak of wetenschap, de lezer in verwarring achterlatend. Hij gaat ook voorbij aan Europese milieu- en klimaatafspraken, waar Nederland nou eenmaal mee heeft ingestemd, en waar we alleen maar meer mee te maken krijgen."
Johan Vollenbroek, voorzitter van de organisatie Mobilisation for the Environment (MOB), die het Nederlandse stikstofbeleid kritisch volgt, heeft zich in een open brief aan Jaspers uitgesproken over het boek. Hij sluit zich aan bij het artikel van Aan de Brugh en stelt dat Jaspers in zijn boek twaalf leugens over de MOB verspreidt. Hij vraagt hem deze leugens te rectificeren. 